# Sen Dog
Sen Dog (nacido Senen Reyes) (22 de noviembre de 1965) es un rapero cubano-estadounidense, y miembro del grupo de rap Cypress Hill. Actualmente también es miembro del grupo de heavy metal Powerflo.
Sen Dog ha estado desarrollando su propia carrera como solista en conjunto con su trabajo con Cypress Hill. Sen Dog también integra la banda de rap rock SX-10.

## Biografía
Sen Dog es un miembro del grupo de rap Cypress Hill, con quien ha tenido grabaciones en top 10 y un álbum #1. Algunas de las más conocidas canciones que interpreta con Cypress Hill son "How I Could Just Kill a Man", "Rap Superstar" e "Insane In the Brain".
A fines de los 1990s, Sen Dog se tomó un descanso de Cypress Hill para desarrollar una nueva banda de rock/rap nombrada SX-10. Quería que la banda tuviese un sonido funk con influencias latinas. SX-10 lanzó un álbum en el 2000 nombrado Mad Dog American. En 1996, interpretó "Quien Es Ese Negro (Who's This Black Dude)" con Mellow Man Ace, MC Skeey, Mr. Rico, y DJ Rif para el álbum de beneficencia contra el sida, Silencio = Muerte: Red Hot + Latin, producido por la Red Hot Organization.
El 30 de septiembre de 2008, Sen Dog lanzó su primer álbum en solitario, Diary of a Mad Dog, diecisiete años después del lanzamiento del primer álbum de Cypress Hill. En una entrevista con HipHopDX, Sen Dog describió como sentía que tenía más control y podía hablar acerca de aspectos personales de su vida con este álbum. Dijo, "Con Cypress, realmente nunca me sentí tan cómodo para poner aspectos de mi vida personal en la música. Se siente bien el tener la oportunidad de ser el mariscal, si quieres llamarlo así, en el estudio, y ser creativo. definitivamente encontré que tenía más en mí que lo que pensaba." Dijo que quería tener diversión en este álbum y que había intentado muchos tipos diferentes de música pero no tenía una agenda para el tipo de música en Diary of a Mad Dog. "Hemos hecho toda la obscura, mórbida cosa. El crossover rock n’ roll; sólo muchas cosas. No voy a tener una agenda en esto; Voy a hacer en la grabación lo que me sea divertido."

## Vida personal
En los 1980s, Sen Dog se afilió a la pandilla Bloods conocida como "Neighborhood Family", y luego introdujo B-Real en el escenario antes de que B-Real fuese disparado en los pulmones en 1988. Sen Dog es conocido por ser un ávido fumador de marihuana y Cypress Hill ha hecho canciones acerca del uso de marihuana, incluyendo "Legalize it", "I Wanna Get High" y "Hits From the Bong". Sen Dog y B-Real eran amigos de infancia y Sen Dog le dio a B-Real su primer cigarrillo cuando Sen Dog tenía 13 años de edad. En una entrevista con Entertainment Weekly Sen Dog dijo, "La hierba cogió un mal renombre con los niños de los '60s, entonces vinieron todas esas drogas duras, y las personas comenzaron a caer como moscas. Hoy, la gente se quiere drogar con algo que no les va a dar un ataque cardíaco, como el speed o el crack."
Reyes y el por mucho tiempo baterista de Slayer, Dave Lombardo son amigos de infancia e incluso fueron a la misma secundaria.
Esposa Christina Banker-Reyes casados en Las Vegas Abril 2012
Hijos/as hijastro Noe Reyes nacido en 1989, Dayzee Reyes nacida en 1996, Sage Reyes nacido en 2013.

## Discografía

### Solitario
- 2008: Diary of a Mad Dog

### Colaboraciones
- 1998: Silencio=Muerte: Red Hot + Latin
- 2006: Ghetto Therapy (con Mello Man Ace como The Reyes Brothers)
- 2010: All Day (con 1FIFTY1)
- 2012: "West Coast Rock Steady" (con P.O.D. en su álbum "Murdered Love")
- 2013: Senny Sosa (con Eric Bobo + Latin Bitman)
- 2014: "Dubmundos" (con Raimundos en su álbum "Cantigas de Roda")
- 2016: Shit Just Got Real (con el grupo sudafricano Die Antwoord)

### Mixtapes
- 2000: Collabo Killa
- 2007: Fat Joints Volume 1

### Con SX-10
- 2000: Mad Dog American
- 2006: Temple Of Tolerance (Sin lanzar)
- 2008: EP

### Con Powerflo
- 2017: Powerflo
- 2018: Bring That Shit Back (EP)
- 2024: Gorilla Warfare (Álbum)